# Cosma da Laurino
Cosma da Laurino (Laurino, ... – XIV secolo) è stato un artigiano italiano.

## Biografia
Fu un maestro fonditore di campane, originario di Laurino (provincia di Salerno), vissuto tra il XIII e il XIV secolo.
Due sue opere, entrambi riportanti il nome dell'autore, sono presenti nel paese natìo: nel campanile a vela della Chiesa dell'Annunziata (una campana di piccole dimensioni) e in quello della Chiesa di San Biagio (campana con sei bracci cordonati). In Calabria nella chiesa di Chiesa di Santa Maria della Consolazione di Altomonte è conservata nel chiostro una campana che riporta un'iscrizione in latino traducibile come "Nell'anno del Signore 1336 mentre governava il signore nostro Filippo Sangineto, nel diciannovesimo anno del suo dominio, Cosma De Laurino mi costruì".
Un'altra campana a lui attribuita si trova nel Museo della Campana delle Fonderie Marinelli. Infine un documento della corte angioina del 1339 attesta la sua presenza a Napoli, dove era stato chiamato insieme al maestro Martuccio da Venezia per la realizzazione di una campana a Belforte, e un altro documento indica la presenza di una campana di Cosma, andata in seguito perduta, nel duomo di Nola.
Altre sue campane sono presenti nella chiesa di San Michele Arcangelo di Teggiano (SA). In questo caso i fonditori sono due: Cosma e Damiano da Laurino.